# سحنة فاتنة
سحنة فاتنة أو سحنة الجني (بالإنجليزية: Elfin facies)‏ هي شكلٌ من أشكال السحنة، حيثُ يظهر المريض مع مميزاتٍ وجهية مُشابهةُ بعض الشيء إلى تلك المُرتبطة تقليديًا بآلف. تتميز بجبهةٍ بارزة، وعيونٍ مُتباعدة المسافة، وأنفٍ مقلوب، وفكٍ سُفلي غير مُتطور، ونقصُ تنسجٍ في الأسنان، وشفاهٍ مُتسعة.
قد ترتبط مع متلازمة ويليام أو متلازمة دونوهيو.